# Flapper

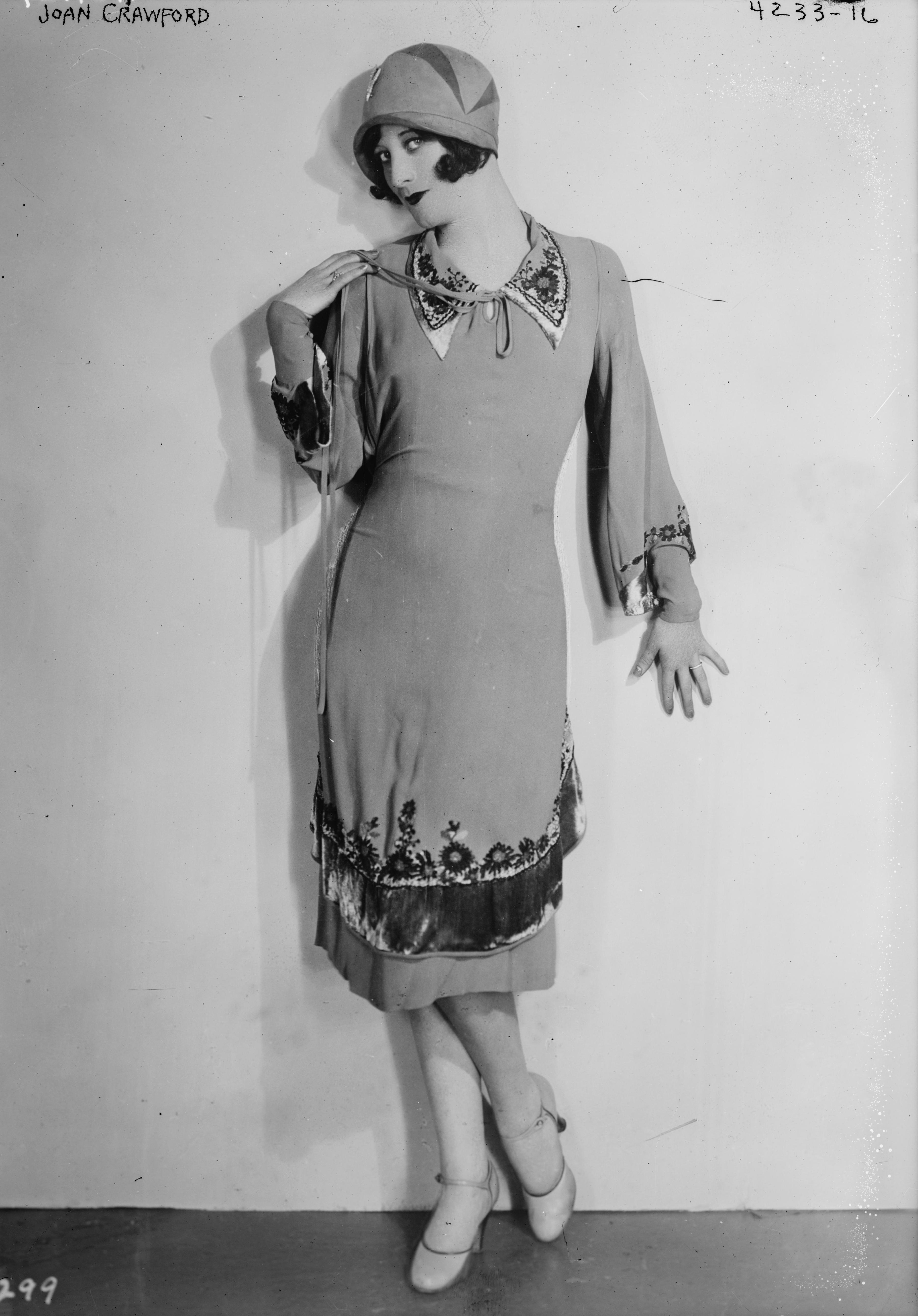
Joan Crawford in typischem Flapper-Look

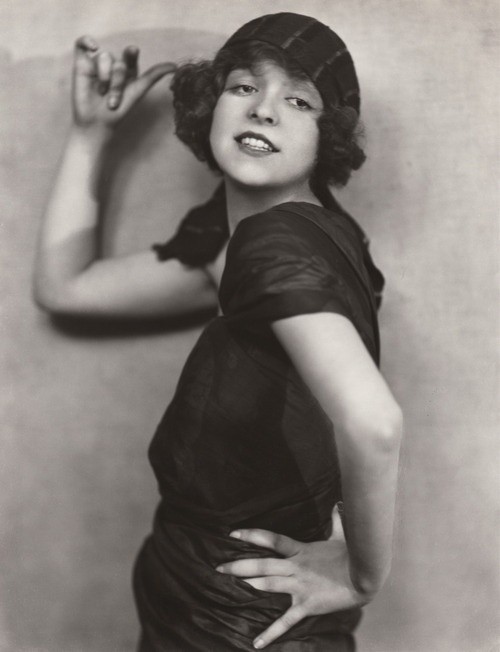
Clara Bow

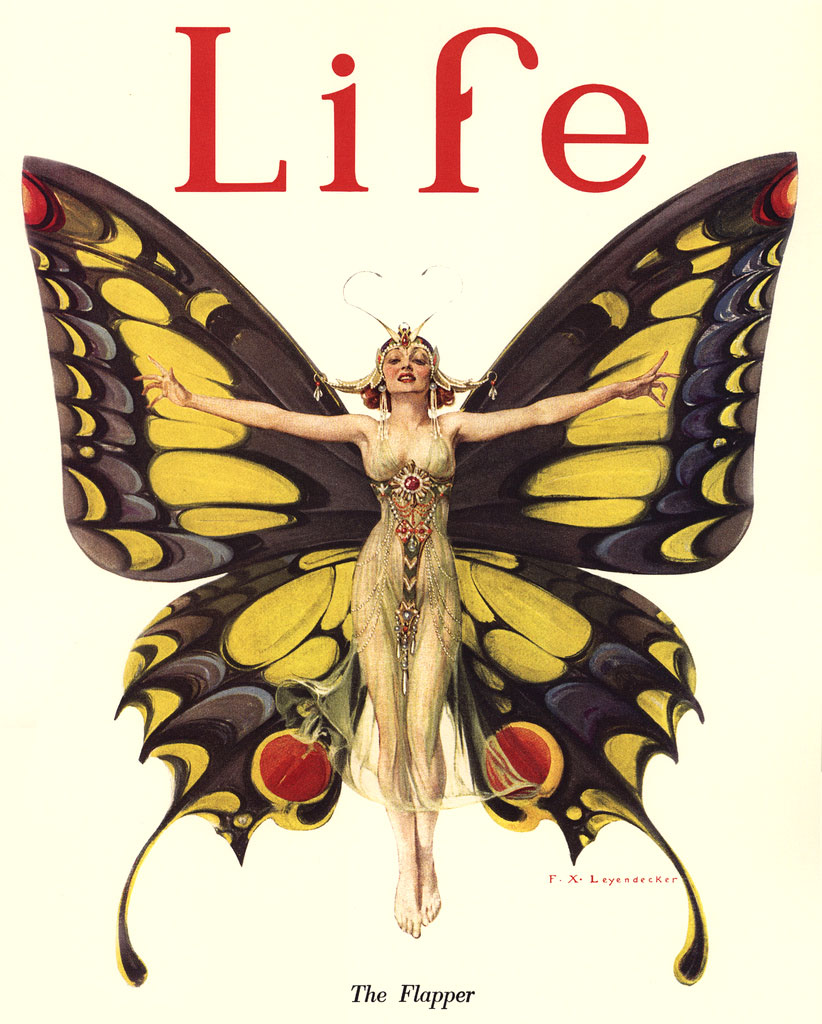
The Flapper von Frank Xavier Leyendecker 1922

Flapper (engl. „jemand, der flattert“) bezeichnete in den 1920er Jahren junge Frauen, die kurze Röcke und kurzes Haar trugen, Jazz hörten und sich über die Regeln des guten Benehmens selbstbewusst hinwegsetzten. Die Flappers galten in ihrer Zeit als keck und frech, weil sie sich schminkten, hochprozentigen Alkohol tranken und rauchten.

## Ursprünge
Der Sozialtypus der Flapper entstand in der Zeit der amerikanischen Prohibition, die in den USA weithin unpopulär war. Nach der Schließung legaler Bars und Cabarets bekamen Flüsterkneipen mit illegalem Alkoholausschank großen Zulauf. Die Diskrepanz zwischen der religiös begründeten und staatlich gestützten Abstinenzpolitik einerseits und dem tatsächlich allgegenwärtigen Alkoholgenuss andererseits führte zu einer weit verbreiteten Verachtung jeglicher Autorität.
Als ein mögliches Vorbild für den Typus der Flapper, der unabhängigen jungen Frau, gilt das Gibson Girl, ein weiblicher Idealtypus, den der amerikanische Grafiker Charles Dana Gibson zu Beginn des 20. Jahrhunderts in zahlreichen Zeichnungen schuf. Zwar besteht zwischen dem Gibson Girl und der Flapper keine äußerliche Ähnlichkeit, doch waren auch für das Gibson Girl Unabhängigkeit und selbstbewusste Weiblichkeit typisch.
Die Bezeichnung Flapper erschien zuerst in Großbritannien und spielt auf das Flügelflattern junger Vögel an, die ihr Nest zu verlassen versuchen. In den USA wurde die Etymologie des Wortes auf eine Mode zurückgeführt, bei der die Trägerin Gummischuhe unverschlossen ließ, so dass sie beim Gehen flatterten; in Großbritannien jedoch ist der Sprachgebrauch schon für das Jahr 1912 belegt, als es die bezeichnete amerikanische Schuhmode noch nicht gab. Eine Quelle aus dem Jahre 1902 beschreibt ein Mädchen als Flapper, dessen Haare den halben Rücken und dessen Rock die halben Beine bedeckt.
In den ersten drei Jahrzehnten des 20. Jahrhunderts wird mit dem Ausdruck Flapper jedes ungestüme junge Mädchen bezeichnet, im weiteren Sinne auch jede solche junge Frau unter 30. In den 1920er Jahren erlebte der Begriff eine Einengung und bezeichnete nun die Anhänger der Mode und der Einstellungen der Flapper-Generation. Umgangssprachlich wurde das Wort Flapper weiterhin benutzt, um unreife junge Frauen zu bezeichnen.
Amerikanische Schriftsteller und Künstler wie F. Scott Fitzgerald, John Held Jr. und Anita Loos haben die Mode und den Lebensstil der Flappers in ihrem Werk immer wieder dargestellt und weithin populär gemacht. Zu den Kritikern der Flapper-Generation gehörte die Schriftstellerin Dorothy Parker.

## Verhaltensweisen
Zum Lebensstil der Flappers gehörten nächtliche Besuche von Jazzclubs, in denen sie provokativ tanzten, ebenso wie das Rauchen von Zigaretten durch lange Halter und Verabredungen mit Männern. Sie fuhren Fahrrad und Automobil. Sie tranken öffentlich alkoholische Getränke, was in der Zeit der Prohibition besonders aufsässig erschien. 

## Jargon
Flappers hatten ihren eigenen Jargon oder Slang, mit dem sie Elemente ihres Lebensstils (Sexualität, Alkoholgenuss) bezeichneten. Eine Vielzahl von Ausdrücken stand auch zur Verfügung, um eine Sache als besonders gut bzw. hervorragend zu bezeichnen (z. B. That’s so jake, That’s the bees knees, the cat’s pajamas). Im amerikanischen Slang haben sich manche Flapper-Ausdrücke bis in die Gegenwart erhalten (z. B. baloney).

## Kleidung und Tanz
Über ihr respektloses Verhalten hinaus zeichneten Flappers sich durch ihre Mode aus, die ihre Ursprünge weitgehend in der Jazz-Musik und der Popularisierung des dazugehörigen Tanzes hatte. Der kurze Bob-Haarschnitt wurde populär, später jedoch vom noch kürzeren Eton- oder Shingle-Haarschnitt abgelöst, bei dem das Haar pomadisiert an den Ohren in Locken gelegt wurde. Die bis dahin verbreitete Korsettmode wurde durch moderne Unterwäsche ersetzt, die beim Tanzen praktischer war. Die frühen Büstenhalter ließen die Brust flacher erscheinen – statt üppiger Kurven war eine knabenhafte Erscheinung modern. Die Kleider waren glatt und hingen lose am Körper, die Arme blieben unbedeckt, und die Gürtellinie rückte auf Hüfthöhe. Strümpfe aus Kunstseide wurden an einem Hüftgürtel befestigt. Der Rock endete unterhalb der Knie und ließ das Knie beim Tanzen gelegentlich sichtbar werden. Die Knie wurden aus diesem Grunde häufig mit Puder oder Rouge geschminkt. Als Kopfbedeckung setzte sich ein runder Hut namens Cloche durch. Die am meisten Aufsehen erregende modische Neuerung war der Gebrauch von Schminke, der bis dahin vor allem Schauspielern und Prostituierten vorbehalten geblieben war. Üblich war ein Hellschminken des Gesichts, während die Lippen rot angemalt und die Augen schwarz umrahmt wurden. Passend zu dieser Kleidung entstanden als schockierend empfundene Tänze wie der Charleston, der Shimmy, der Bunny Hug und der Black Bottom.
Trotz aller Skandale, für die die Flappers sorgten, setzte die Mode sich in gemäßigter Form auch bei respektablen älteren Frauen durch. Die wichtigsten Neuerungen, die bald für alle Frauen in Frage kamen, waren Kurzhaarschnitte und die Abschaffung des Korsetts. Unter den Schauspielerinnen, die am engsten mit der Flapper-Mode in Verbindung gebracht werden, sind Clara Bow, Louise Brooks und Colleen Moore zu nennen, jedoch auch Zeichentrickfiguren wie Minnie Maus und Betty Boop.

## Ende der Flapper-Ära
Trotz ihrer Popularität überlebten Mode und Lebensstil der Flapper nicht die Weltwirtschaftskrise von 1929. In der ökonomisch schweren Zeit der 1930er Jahre war für die Lebenslust und den Hedonismus der Flappers kein Raum.